# Утарка
Утарка — посёлок в Агаповском районе Челябинской области. Входит в состав Светлогорского сельского поселения.

## География
Расположен в южной части района, в истоках реки Утарки, отсюда название.
Поселок связан грунтовыми и шоссейными дорогами с соседними населенными пунктами. Расстояние до районного центра села Агаповка 44 км, до центра сельского поселения посёлка Светлогорска 22 км.

## История
Посёлок основан в начале 1930-х годах при 7-м отделении совхоза «Горный».
По состоянию на 2008 год, на территории посёлка располагалось 3-е отделение ЗАО «Зингейское».

## Население
| 1970 | 1995 | 2002 | 2010 |
| ---- | ---- | ---- | ---- |
| 354  | ↘233 | ↘183 | ↘138 |

| 1956 | 1959 | 1970 | 1983 | 1995 |
| ---- | ---- | ---- | ---- | ---- |
| 134  | 208  | 354  | 211  | 233  |

## Улицы
- Строительная,
- Школьная.

## Инфраструктура
- Фельдшерско-акушерский пункт,
- библиотека.